# Apterocis impunctatus
Apterocis impunctatus är en skalbaggsart som beskrevs av Perkins 1900. Apterocis impunctatus ingår i släktet Apterocis och familjen trädsvampborrare. Inga underarter finns listade i Catalogue of Life.